# Hase (fiume)
L'Hase è un fiume che scorre in Bassa Sassonia (Germania).
È un affluente di destra dell'Ems, tuttavia una deviazione del fiume confluisce nell'Else, che fa parte del bacino del Weser.
La sorgente si trova nella foresta di Teutoburgo, a sud est di Osnabrück, sul pendio settentrionale della collina Hankenüll (307 m s.l.m.).

## Bacino idrografico Wesen-Ems
Dopo circa 15 km, vicino a Gesmold (a circa 6 km da Melle), il fiume Hase incontra un'anomalia nel terreno e si biforca in modo che i due rami sfocino in due differenti bacini idrografici.
- Un terzo della sua acqua scorre sul lato sud delle colline Wiehengebirge ad est di Gesmold nell'Else, che comincia lì, e sfocia nel Werre a Kirchlengem (a nord di Herford). Il Werre, a sua volta, è un affluente del Weser.
- I restanti due terzi dell'acqua (il vero Hase) scorre a nord-est di Gesmold verso Osnabrück, tocca le città indicate nel paragrafo successivo, e poi scorre verso Meppen, dove sfocia nell'Ems.

## Città sull'Hase
- Melle
- Osnabrück
- Bramsche
- Neuenkirchen-Vörden
- Bersenbrück
- Quakenbrück
- Menslage
- Löningen
- Herzlake
- Haselünne
- Meppen